# ميتشيل دراموند
ميتشيل دراموند (بالإنجليزية: Mitchell Drummond)‏ هو لاعب اتحاد الرغبي نيوزلندي، ولد في 15 فبراير 1994 في نيلسون في نيوزيلندا.

## روابط خارجية
- ميتشيل دراموند عل موقع إسبنسكروم (الإنجليزية)
- ميتشيل دراموند على موقع ItsRugby.co.uk (الإنجليزية)